# Herman Suradiradja
Herman Suradiradja est un joueur d'échecs indonésien né le 14 octobre 1947 et mort le 6 juin 2016. Il fut le premier grand maître international indonésien en 1978.

## Biographie et carrière
Né en octobre 1947, Herman Suradiradja remporta le championnat d'Indonésie d'échecs en 1975.
Il représenta l'Indonésie pour la première fois lors de l'Olympiade d'échecs de 1966 à La Havane, comme deuxième remplaçant (échiquier de réserve). Il participa ensuite aux olympiades de 1970 (marquant 5 points sur 10 comme premier échiquier de réserve), puis en 1978 au premier échiquier  et en 1980 au deuxième échiquier.
Suradiradja remporta les tournois de Lublin en 1976, Primorsko en 1977 et Plovdiv en 1978.
Il fit ses études en Bulgarie où il réalisa les trois normes nécessaires pour l'obtention du titre de grand maître international. Il fut le premier Indonésien et le troisième joueur asiatique après les Philippins Eugenio Torre et Rosendo Balinas à obtenir le titre de grand maître international.
Lors du championnat d'Asie d'échecs par équipes de 1986, il jouait au premier échiquier de l'Indonésie et remporta la médaille de bronze par équipe.